# Sosiopsila metadacus
Sosiopsila metadacus är en tvåvingeart som först beskrevs av Speiser 1915.  Sosiopsila metadacus ingår i släktet Sosiopsila och familjen borrflugor. Inga underarter finns listade i Catalogue of Life.